# Luna (Apayao)
Luna (Bayan ng Luna) är en kommun i Filippinerna. Kommunen ligger på ön Luzon, och tillhör provinsen Apayao. Folkmängden uppgår till 19 063 invånare år 2015.

## Barangayer
Luna är indelat i 22 barangayer.
| - Bacsay - Capagaypayan - Dagupan - Lappa - Marag - Poblacion - Quirino - Salvacion - San Francisco - San Isidro Norte - San Sebastian | - Santa Lina - Tumog - Zumigui - Cagandungan - Calabigan - Cangisitan - Luyon - San Gregorio - San Isidro Sur - Shalom - Turod |